# Tarache
Tarache là một chi bướm đêm thuộc họ Noctuidae.

## Các loài
Nhóm loài Tarache aprica
- Tarache aprica (Hübner, [1808])
- Tarache abdominalis (Grote, 1877)
- Tarache apela Druce, 1889
- Tarache ardoris Hübner [1831]
- Tarache assimilis (Grote, 1875)
- Tarache cratina (Druce, 1889)
- Tarache dacia (Druce, 1889)
- Tarache delecta (Walker, [1858])
- Tarache destricta Draudt, 1936
- Tarache flavipennis (Grote, 1873)
- Tarache isolata (Todd, 1960)
- Tarache knowltoni (McDunnough, 1940)
- Tarache lactipennis (Harvey, 1875)
- Tarache lagunae ((Mustelin & Leuschner, 2000))
- Tarache morides (Schaus, 1894) (syn: Tarache ochrochroa Druce, 1909)
- Tarache parana (Jones, 1921)
- Tarache phrygionis (Hampson, 1910)
- Tarache quadriplaga (Smith, 1900) (syn: Tarache alessandra (Smith, 1903))
- Tarache rufescens Hampson, 1910
- Tarache sutor (Hampson, 1910)
- Tarache tenuicula (Morrison, 1875)
- Tarache terminimaculata (Grote, 1873)
- Tarache tetragona (Walker, [1858])

Nhóm loài Tarache bilimeki
- Tarache acerba (H. Edwards, 1881) (syn: Tarache acerboides Poole, 1989)
- Tarache albifusa (Ferris & Lafontaine, 2009)
- Tarache areletta (Dyar, 1897)
- Tarache areli (Strecker, 1898)
- Tarache areloides (Barnes & McDunnough, 1912)
- Tarache arida (Smith, 1900)
- Tarache augustipennis Grote, 1875 (syn: Therasea flavicosta Smith, 1900)
- Tarache axendra Schaus, 1898
- Tarache bella (Barnes & Benjamin, 1922)
- Tarache bilimeki (Felder & Rogenhofer, 1874) (syn: Tarache disconnecta Smith, 1903)
- Tarache cora (Barnes & McDunnough, 1918)
- Tarache expolita (Grote, 1882)
- Tarache geminocula (Ferris & Lafontaine, 2009)
- Tarache huachuca Smith, 1903 (syn: Therasea orba Smith, 1903)
- Tarache idella (Barnes, 1905)
- Tarache lanceolata Grote, 1879
- Tarache major Smith, 1900
- Tarache mizteca Schaus, 1898
- Tarache phaenna (Druce, 1889)
- Tarache sedata H. Edwards, 1881
- Tarache toddi (Ferris & Lafontaine, 2009)

Nhóm loài Tarache lucasi
- Tarache lucasi Smith, 1900
- Tarache vittamargo (Dyar, 1912)

## Hình ảnh

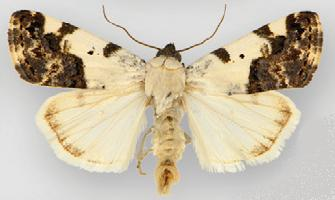
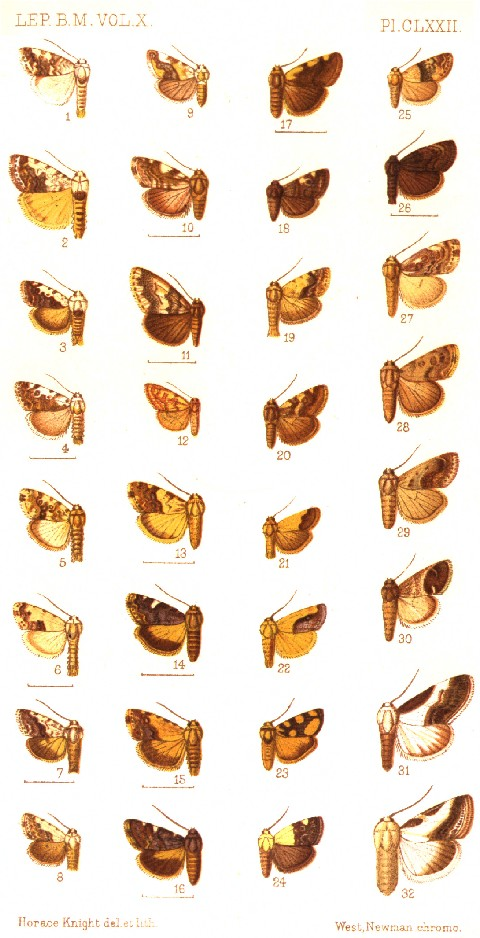
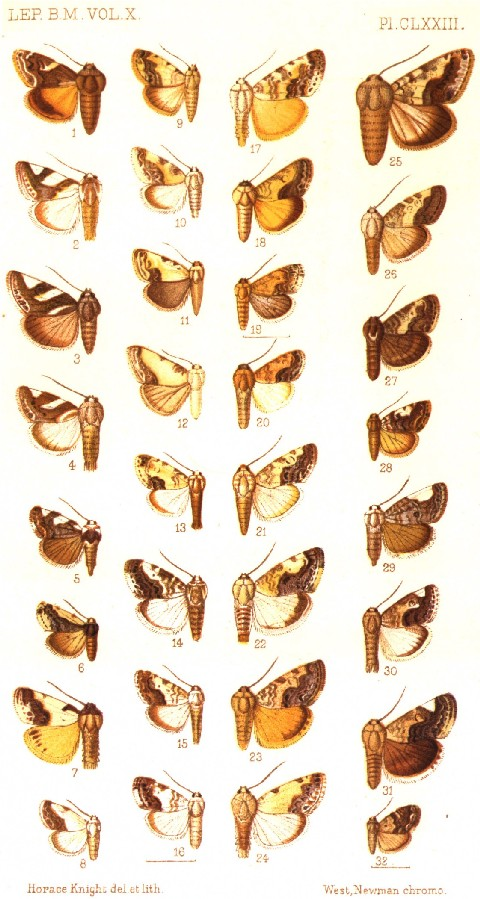